# Gløshaugen

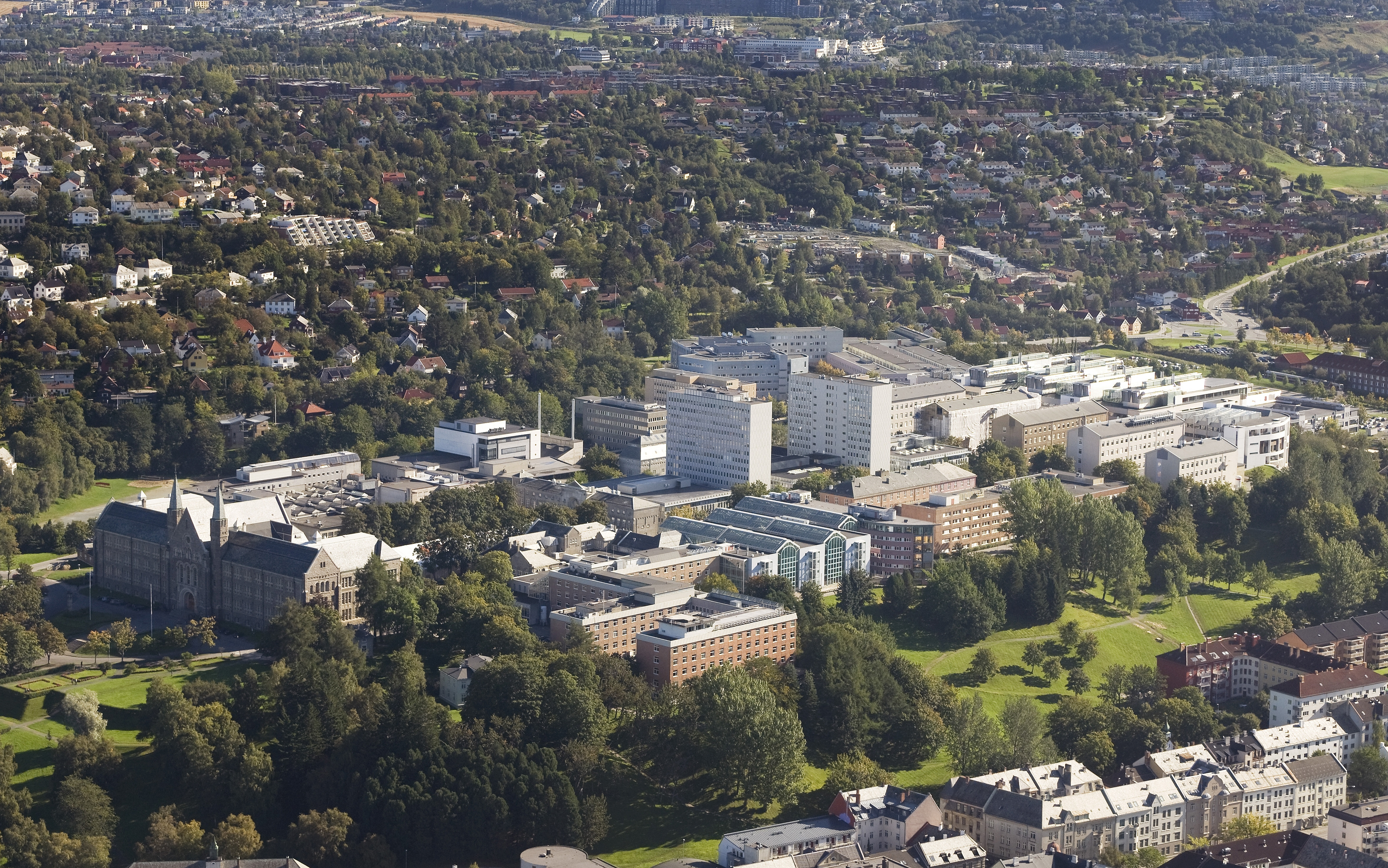
Gløshaugen von Nordwesten

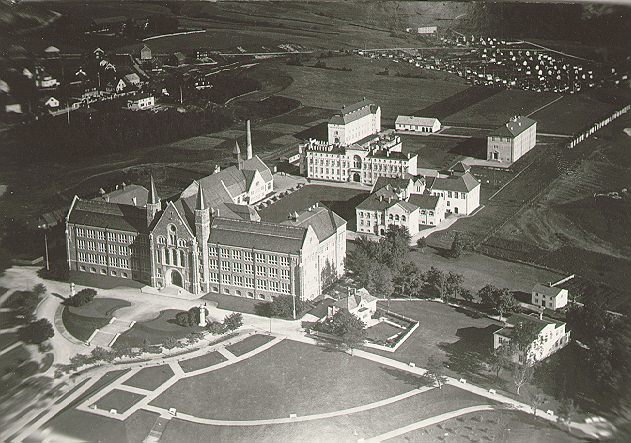
Die Norwegische Technische Hochschule auf Gløshaugen (ca. 1930)

Gløshaugen ist eine plateauartige Anhöhe südlich der Innenstadt von Trondheim in Norwegen. 
Ab 1905 wurde auf Gløshaugen der Campus der Norwegischen Technischen Hochschule (NTH) errichtet. Nach mehreren Erweiterungen nimmt der Campus inzwischen das gesamte Gløshaugen-Plateau ein. NTH wurde 1996 mit anderen Trondheimer Hochschulen zur Technisch-Naturwissenschaftlichen Universität Norwegens (NTNU) verschmolzen.